# 639 Latona
639 Latona este un asteroid din centura principală, descoperit pe 19 iulie 1907, de K. Lohnert.